# Нарын-Ацагат
Нары́н-Ацага́т (Ацагат, бур. Нарин Асагад) — село в Заиграевском районе Бурятии. Административный центр сельского поселения «Ацагатское».

## География
Расположено в 26 км к северу от районного центра, пгт Заиграево, и в 20 км восточнее пгт Онохой, на правобережье реки Уда, по северной стороне региональной автодороги Р436 Улан-Удэ — Романовка — Чита.

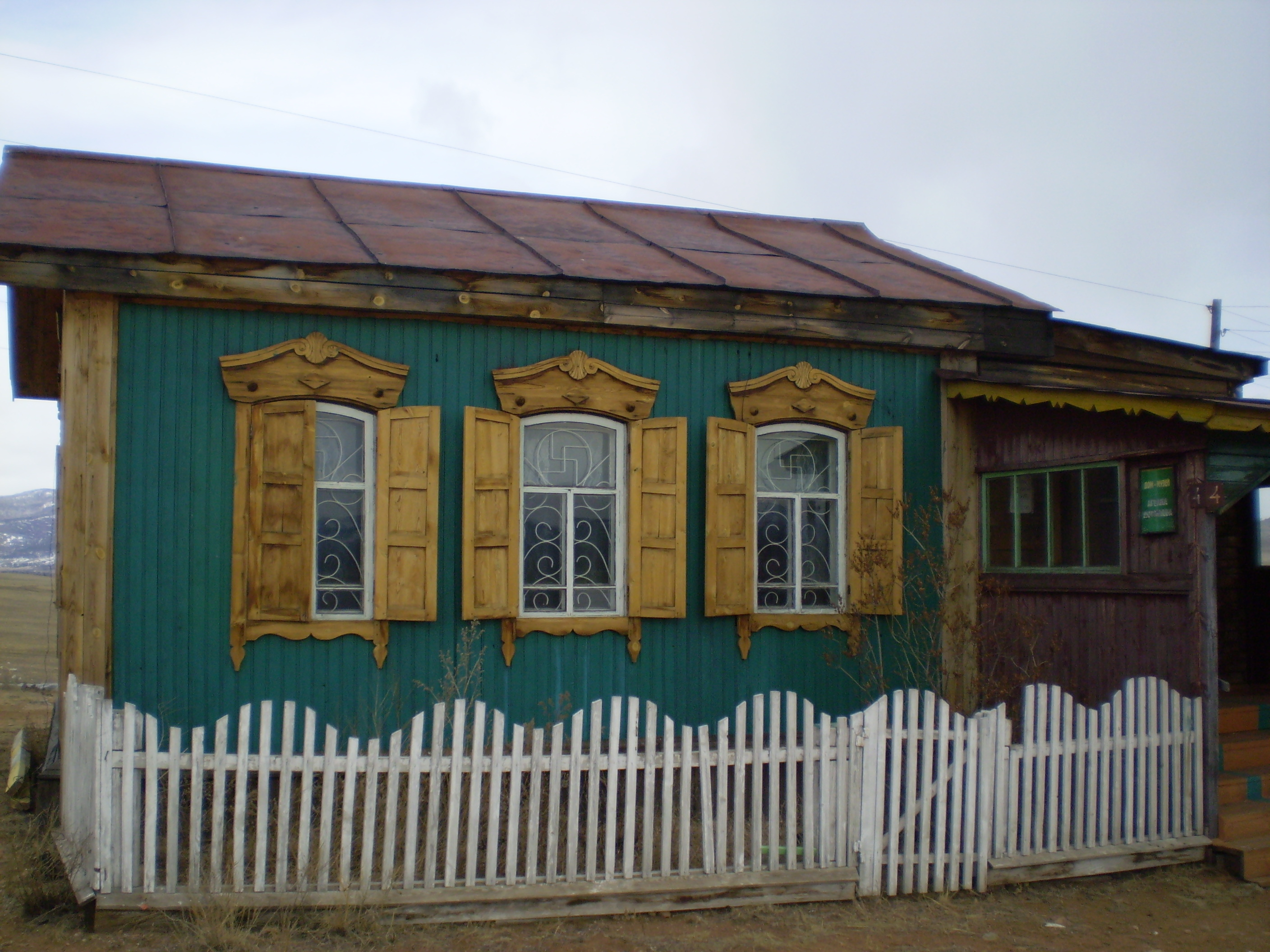
Дом-музей Агвана Доржиева

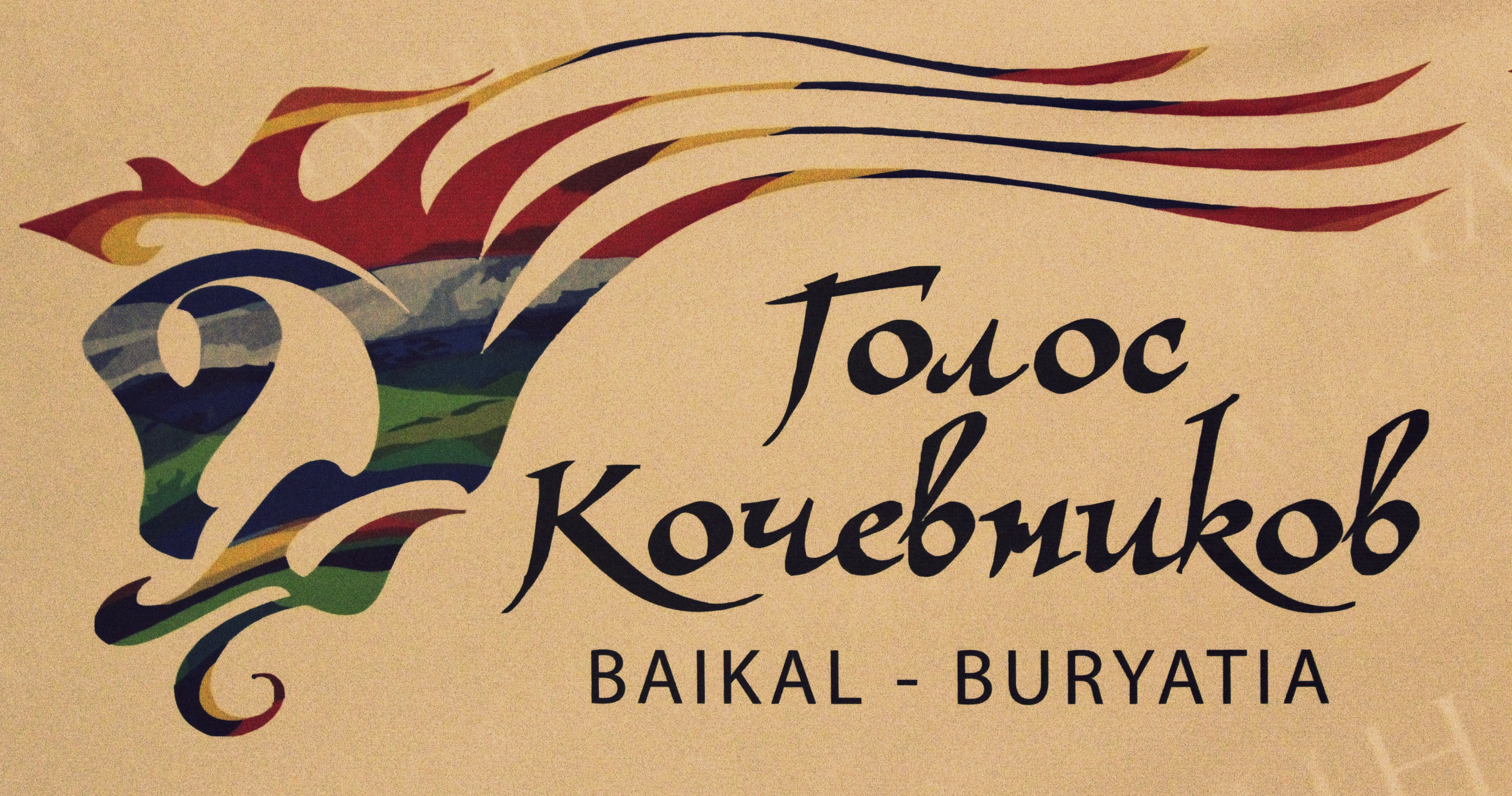
Эмблема фестиваля

## Культура
На западной окраине села находится Ацагатский дацан — один из старейших буддийских монастырей, с музеем и аркой-ступой.
На западном склоне горы Тамхита в местности Хуhата Асагад расположен этнокомплекс "Степной кочевник". Кроме приёма туристов там также проводится ежегодный фестиваль этнической музыки "Голос кочевников".

## Население
| 2002 | 2010 |
| ---- | ---- |
| 487  | ↗568 |